# 村岡応東
村岡 応東（むらおか おうとう、1873年‐1946年）とは、明治時代から昭和時代のかけての日本画家。

## 略歴
松本楓湖の門人。1873年、東京に生まれる。本名は宜雄。始めは桜塘と号し、後に応東と号す。緑巽舎、自適とも号す。山水画及び花鳥画を得意としており、巽画会や烏合会で活躍した。烏合会には1903年11月の第6回から参加している。

## 作品
- 「養老勅使」 佐野市立吉澤記念美術館所蔵
- 「奥の旅の一と夜」 1920年 佐野市立吉澤記念美術館所蔵
- 「渡船」（六曲一隻） 1910年 第4回文展 褒状受賞